# La casa rosa
La casa rosa è un film per la televisione del 1995 diretto da Vanna Paoli.

## Trama
Elena vive sola, lavora come impiegata in una ditta di costruzioni e ha una storia d'amore con un suo collega d'ufficio. Un giorno accade qualcosa di imprevisto. La ragazza viene convocata presso il Ministero degli Affari Esteri. Un funzionario le comunica che potrebbe prendere possesso di una casa che apparteneva ai suoi nonni materni. La casa si trova a Cheb, cittadina cecoslovacca ai confini con la Germania. Dopo la caduta del comunismo il governo cecoslovacco ha disposto la restituzione delle proprietà immobiliari a chi le possedeva prima dell'avvento dell'economia di Stato. Non esiste ancora una legge chiara in materia e non sarà dunque facile per Elena entrare in possesso de "La casa rosa".
Elena si reca in Cecoslovacchia in auto, in compagnia di Enrico. Elena sa poco o nulla del ramo cecoslovacco della sua famiglia. Ha conosciuto a malapena sua madre morta in un incidente d'auto quando lei aveva appena tre anni. Arrivata a Cheb, Elena viene immediatamente conquistata dalla piccola e tranquilla cittadina, dalla "casa rosa" e dai suoi inquilini. Nella casa infatti vivono in molti: fra di essi l'ingegner Pott, anziano signore che le racconta la storia della sua famiglia e del suo bisnonno Pavel benda, grande attore dei primi anni del secolo, una specie di gloria nazionale.
Elena riscopre le sue origini in un'atmosfera di sogno che lentamente si impadronisce di lei. Si riconosce in tutto ciò che la circonda, prova emozioni mai provate prima e si commuove davanti alla povertà piena di significati di persone e cose. Enrico al contrario si annoia cerca invano i piaceri a cui è abituato, gli unici che conosce, gli unici che lo fanno sentire vivo, fino a che, un bel giorno, decide di piantare in asso Elena e di tornarsene a Roma.
Durante una visita a Praga, Elena incontra Frantisek, trasandato avvocato suonatore di cornetta e se ne innamora; Frantisek la ricambia con uguale trasporto. Ma Elena viene assalita dalla paura di un sentimento troppo forte.